# 羊木涌
羊木涌是位于中国西藏自治区东北部和青海省东南部的一条河流，是昂曲上游吉曲段右岸支流。发源于西藏自治区昌都市丁青县嘎塔乡北部，自源头向东北流，20多千米后折向西北流，至木塔乡复向东北流，沿青藏边界流10千米后进入青海省玉树藏族自治州杂多县境内，最后于杂多县苏鲁乡新云村东北汇入吉曲。河流全长79千米，流域面积851平方千米，落差933米。